# روجر ياب
روجر ياب (بالتاغالوغية: Roger Yap)‏ مواليد 3 أغسطس 1977 في الفلبين، هو لاعب كرة سلة فلبيني معتزل. بدأ مسيرته الاحترافية في سنة 2001. لعب في الرابطة الفلبينية لكرة السلة كلاعب هجوم خلفي. اعتزل اللعب في 2013. لعب مع فيديكس إكسبرس وباراكو بول إنرجي.